# Challenger de Amersfoort 2021
El torneo Dutch Open 2021 fue un torneo profesional de tenis. Perteneció al ATP Challenger Series 2021. Se disputó en su 2.ª edición sobre superficie tierra batida, en Amersfoort, Países Bajos entre el 12 y el 18 de julio de 2021.

## Jugadores participantes del cuadro de individuales
| Favorito | País                        | Jugador                 | Rank1 | Posición en el torneo |
| -------- | --------------------------- | ----------------------- | ----- | --------------------- |
| 1        | Bandera de los Países Bajos | Tallon Griekspoor       | 124   | CAMPEÓN               |
| 2        | Bandera de los Países Bajos | Botic van de Zandschulp | 139   | FINAL                 |
| 3        | Bandera de Australia        | Marc Polmans            | 154   | Primera ronda         |
| 4        | Bandera de Francia          | Antoine Hoang           | 156   | Semifinales           |
| 5        | Bandera de Egipto           | Mohamed Safwat          | 170   | Segunda ronda         |
| 6        | Bandera de Bélgica          | Kimmer Coppejans        | 191   | Cuartos de final      |
| 7        | Bandera de Argentina        | Guido Andreozzi         | 203   | Semifinales           |
| 8        | Bandera de República Checa  | Lukáš Rosol             | 204   | Cuartos de final      |

- 1 Se ha tomado en cuenta el ranking del 28 de junio de 2021.

### Otros participantes
Los siguientes jugadores recibieron una invitación (wild card), por lo tanto ingresan directamente al cuadro principal (WC):
- Gijs Brouwer
- Ryan Nijboer
- Jelle Sels

Los siguientes jugadores ingresan al cuadro principal tras disputar el cuadro clasificatorio (Q):
- Michael Geerts
- Alexander Maarten Jong
- Johan Nikles
- Deney Wassermann

## Campeones

### Individual Masculino
- Tallon Griekspoor  derrotó en la final a  Botic van de Zandschulp, 6–1, 3–6, 6–1

### Dobles Masculino
- Luca Castelnuovo /  Manuel Guinard derrotaron en la final a  Sergio Galdós /  Gonçalo Oliveira, 0–6, 6–4, [11–9]